# Salaria fluviatilis
El pez fraile o blenio de río (Salaria fluviatilis) es una especie de pez perciforme de agua dulce perteneciente a la familia Blenniidae. Aunque sin interés económico, la especie es muy llamativa al ser la única especie de su género que habita en aguas dulces e interiores. Se localiza en la cuenca mediterránea y sus poblaciones están en regresión, principalmente por la expansión de especies exóticas predadoras, por lo que se propone cambiar su estatus de conservación a especie en peligro (EN) en lugar de preocupación menor (LC). También ha sido localizado, al menos un ejemplar, en el embalse de El Vicario (Ciudad Real).[cita requerida]

## Morfología
Mide unos 15 cm. Su cuerpo carece de escamas, con abundante mucosidad. Es alargado y comprimido lateralmente. Las aletas dorsal y anal de bases muy largas. El color es verdoso variable con manchas y bandas transversales oscuras y dibujos sinuosos.

## Hábitat y costumbres
Habita en Marruecos, Argelia, Portugal, España, Francia, Italia, Croacia, Grecia, Turquía hasta Israel, inclusive el Mar de Galilea. Fue catalogado como Salaria fluviatilis por primera vez en 1801 por el ilustrado aragonés Ignacio de Asso y del Río.
Habita en arroyos de poca profundidad, con fondo de piedra suelta, que aprovecha para desovar.
Según los habitantes de las antiguas aldeas griegas también existe una nación clandestina de peces fraile en la profundidad del Mar Mediterráneo. En la antigüedad estos aldeanos realizaban sacrificios humanos para evitar que el Gran Fraile se enfadase y maldijera su poblado invadiéndolo con peces fraile o, por el contrario, envenenase a sus símiles para que al ser comidos tras la pesca la aldea muriese.
Pone de 300 a 600 huevos por temporada. Los huevos son adhesivos y son guardados por el macho. La freza tiene lugar desde abril a junio; comenzando las hembras más adultas y terminando ya en verano las unidades más jóvenes, donde la supervivencia es más difícil.

## Alimentación
Zoófago. Mediante ataques imprevistos, captura larvas de insectos, crustáceos y jaramugos.

## Conservación
Poco estudiado por su nulo interés económico y la dificultad de apreciar la densidad de población. Las extracciones de arena y grava, los vertidos y los cortes de los arroyos y ríos suponen un riesgo para su supervivencia. Se estima que corre riesgo moderado de extinción; pero no está amenazado según la evaluación de la Lista Roja de la UICN, aunque sí por parte del Ministerio de Medio Ambiente de España, que propone cambiar su estatus. Se incluye como especie en peligro en los catálogos regionales de fauna de Extremadura, La Rioja, Aragón y País Vasco. De un buen estado de las poblaciones de pez fraile depende la náyade auriculada (Margaritifera auricularia), que necesita al pez en una fase de su reproducción y se encuentra en peligro crítico de extinción.